# I liga polska w piłce nożnej (1962)
I liga w piłce nożnej 1962 – 28. edycja najwyższych w hierarchii rozgrywek ligowych polskiej klubowej piłki nożnej.
Rozgrywki przejściowe, trwające zaledwie pół roku (wiosna 1962 r.) na skutek przejścia z systemu „wiosna-jesień” na system „jesień-wiosna” – w związku z czym przeprowadzono je w dwóch równorzędnych grupach, a następnie 7 barażowych dwumeczach o poszczególne miejsca. Jesienią 1962 r. rozpoczęły się zmagania następnej edycji (sezonu 1962/1963).
Tytułu bronił Górnik Zabrze. Mistrzostwo zdobyła Polonia Bytom.
| Poziomy rozgrywkowe w sezonie 1962 | Poziomy rozgrywkowe w sezonie 1962 | Poziomy rozgrywkowe w sezonie 1962 |
| Rozgrywki                          | P                                  | Nazwa                              |
| ---------------------------------- | ---------------------------------- | ---------------------------------- |
| Centralne                          | I                                  | I Liga                             |
| Centralne                          | II                                 | II Liga                            |
| Okręgowe (18 okręgów)              | III                                | Liga Okręgowa                      |
| Okręgowe (18 okręgów)              | IV                                 | A klasa                            |
| Okręgowe (18 okręgów)              | V                                  | B klasa                            |

## Rozgrywki grupowe

### Tabela grupy I
| Msc. | Nazwa klubu          | M  | Zw.-Rem.-Por. | Pkt. | Bramki |
| 1    | Górnik Zabrze        | 12 | 8-2-2         | 18   | 37:14  |
| 2    | Zagłębie Sosnowiec   | 12 | 7-1-4         | 15   | 22:15  |
| 3    | Legia Warszawa       | 12 | 5-4-3         | 14   | 15:13  |
| 4    | Ruch Chorzów         | 12 | 5-3-4         | 13   | 21:19  |
| 5    | ŁKS Łódź             | 12 | 3-3-6         | 9    | 14:23  |
| 6    | Gwardia Warszawa (b) | 12 | 2-4-6         | 8    | 12:20  |
| 7    | Cracovia             | 12 | 2-3-7         | 7    | 11:28  |

Zmiana nazwy:
2) Stal Sosnowiec zmieniła nazwę na ”Zagłębie„ (przed sezonem?).

### Tabela grupy II
| Msc. | Nazwa klubu          | M  | Zw.-Rem.-Por. | Pkt. | Bramki |
| 1    | Polonia Bytom        | 12 | 8-3-1         | 19   | 28:7   |
| 2    | Odra Opole           | 12 | 6-2-4         | 14   | 17:11  |
| 3    | Wisła Kraków         | 12 | 5-4-3         | 14   | 9:7    |
| 4    | Arkonia Szczecin (b) | 12 | 4-3-5         | 11   | 18:20  |
| 5    | Lechia Gdańsk        | 12 | 4-3-5         | 11   | 11:18  |
| 6    | Lech Poznań          | 12 | 3-3-6         | 9    | 6:14   |
| 7    | Stal Mielec          | 12 | 1-4-7         | 6    | 9:21   |

Legenda:
|     | Baraż o mistrzostwo |
|     | Spadek do II ligi   |
| (b) | Beniaminek          |

## Baraże
Po lewej gospodarz pierwszego meczu.

### O 1. miejsce
21 czerwca i 1 lipca 1962
Górnik Zabrze - Polonia Bytom 1:4  (Szołtysik 21 - Liberda 32, 80, Pogrzeba 42, 55) i 2:1 (Szołtysik 58, Musiałek 90 - Pogrzeba 34).
 Mistrzem Polski została Polonia Bytom.

### O 3. miejsce
21 i 30 czerwca 1962
Odra Opole – Zagłębie Sosnowiec 1:0 (Gajda 23) i 0:1 (Kosider 35).
Rywalizacja o 3. miejsce nie została rozstrzygnięta w barażach – 3. lokatę zajęło Zagłębie Sosnowiec, mające więcej zdobytych punktów w rozgrywkach grupowych

### O 5. miejsce
21 i 27 czerwca 1962
Wisła Kraków - Legia Warszawa 1:1 (Machowski 32 - Koprowski 15) i 1:4 (Kawula 20 karny - Żmijewski 58, Brychczy 86, 89, Apostel 88).

### O 7. miejsce
21 i 24 czerwca 1962
Arkonia Szczecin - Ruch Chorzów 2:0 (Jerominek 23 karny, Markiewicz 55) i 1:2 (Gzel 70 - Łysko 5, Lerch 17)

### O 9. miejsce
21 czerwca i 11 lipca 1962
Lechia Gdańsk - ŁKS Łódź 2:0 (Miłosz 4 sam., Frąckiewicz 18) i 1:3 (B. Adamczyk 80 - Suski 44 karny, Kowarski 49, P. Kowalski 67). 
Rywalizacja o 9. miejsce nie została rozstrzygnięta w barażach – 9. lokatę zajęła Lechia Gdańsk, mająca więcej zdobytych punktów w rozgrywkach grupowych

### O 11. miejsce
21 i 24 czerwca 1962
Gwardia Warszawa - Lech Poznań 2:6 (Jurczak 4 karny, Wyszomirski 73 - Gogolewski 10, 65 i 83, Maciejak 39, 50 i 56) i 1:2 (Ociesa 46 - Mikołajewski 60, Śmiłowski 76).

### O 13. miejsce
21 i 23 czerwca 1962
Stal Mielec - Cracovia Kraków 3:0 (Tobolik 11, Kleszcz 49, Kapuściński 80)  i 1:0 (Budek 4).
- Źródła [3] oraz [4]

## Najlepsi Strzelcy
| Gole | Strzelcy          | Drużyny       |
| ---- | ----------------- | ------------- |
| 16   | Jan Liberda       | Polonia Bytom |
| 12   | Ernest Pohl       | Górnik Zabrze |
| 11   | Zygfryd Szołtysik | Górnik Zabrze |

- Tabela obejmuje również Play-offy.

## Grupy + baraże
| Msc. | Nazwa klubu        | M  | Zw.-Rem.-Por. | Pkt. | Bramki |
| 1    | Polonia Bytom      | 14 | 9-3-2         | 21   | 33:10  |
| 2    | Górnik Zabrze      | 14 | 9-2-3         | 20   | 40:19  |
| 3    | Zagłębie Sosnowiec | 14 | 8-1-5         | 17   | 23:16  |
| 4    | Odra Opole         | 14 | 7-2-5         | 16   | 18:12  |
| 5    | Legia Warszawa     | 14 | 6-5-3         | 17   | 20:15  |
| 6    | Wisła Kraków       | 14 | 5-5-4         | 15   | 11:12  |
| 7    | Arkonia Szczecin   | 14 | 5-3-6         | 13   | 21:22  |
| 8    | Ruch Chorzów       | 14 | 6-3-5         | 15   | 23:22  |
| 9    | Lechia Gdańsk      | 14 | 5-3-6         | 13   | 14:21  |
| 10   | ŁKS Łódź           | 14 | 4-3-7         | 11   | 17:26  |
| 11   | Lech Poznań        | 14 | 5-3-6         | 13   | 14:17  |
| 12   | Gwardia Warszawa   | 14 | 2-4-8         | 8    | 15:28  |
| 13   | Stal Mielec        | 14 | 3-4-7         | 10   | 13:21  |
| 14   | Cracovia           | 14 | 2-3-9         | 7    | 11:32  |

## Klasyfikacja medalowa mistrzostw Polski po sezonie
Tabela obejmuje wyłącznie zespoły mistrzowskie.
|     | Klub             |   |   |   |
| --- | ---------------- | - | - | - |
| 1.  | Ruch Chorzów     | 9 | 2 | 4 |
| 2.  | Cracovia         | 5 | 2 | 2 |
| 3.  | Wisła Kraków     | 4 | 7 | 6 |
| 4.  | Pogoń Lwów       | 4 | 3 | 0 |
| 5.  | Górnik Zabrze    | 3 | 1 | 2 |
| 6.  | Warta Poznań     | 2 | 5 | 7 |
| 7.  | Polonia Bytom    | 2 | 4 | 0 |
| 8.  | Legia Warszawa   | 2 | 1 | 4 |
| 9.  | Polonia Warszawa | 1 | 2 | 2 |
| 10. | ŁKS Łódź         | 1 | 1 | 2 |
| 11. | Garbarnia Kraków | 1 | 1 | 0 |